# لوسيو فلافيو دوس سانتوس
لوسيو فلافيو دوس سانتوس (بالبرتغالية: Lúcio Flávio) هو لاعب كرة قدم برازيلي في مركز الوسط، ولد في 3 فبراير 1979 في كوريتيبا في البرازيل. لعب مع أتلتيكو مينيرو والنادي الأهلي وبوتافوغو ريغاتاس ونادي أطلس ونادي أيه بي سي ونادي إنترناسيونال ونادي بارانا ونادي سانتوس ونادي ساو باولو ونادي ساو كايتانو ونادي فيتوريا ونادي كوريتيبا.